# Campionati europei di tuffi 2012 - Trampolino 3 metri sincro femminile
La gara del trampolino da 3 metri sincro femminile degli Europei 2012 è stata disputata il 20 maggio 2012 e vi hanno partecipato 11 coppie di atlete. Le qualificazioni si sono svolte al mattino e le prime 8 coppie classificate hanno avuto accesso alla finale del pomeriggio.

## Medaglie
| Posizione | Paese    | Atlete                           |
| --------- | -------- | -------------------------------- |
| Oro       | Italia   | Francesca Dallapé Tania Cagnotto |
| Argento   | Ucraina  | Anna Pysmenska Olena Fedorova    |
| Bronzo    | Germania | Katja Dieckow Uschi Freitag      |

## Qualifiche
| Pos. | Nazione       | Atlete                                   | Punti  |
| ---- | ------------- | ---------------------------------------- | ------ |
| 1    | Germania      | Katja Dieckow Uschi Freitag              | 302.70 |
| 2    | Gran Bretagna | Alicia Blagg Rebecca Gallantree          | 302.40 |
| 3    | Italia        | Francesca Dallapé Tania Cagnotto         | 299.40 |
| 4    | Russia        | Anastasia Pozdniakova Svetlana Filippova | 293.52 |
| 5    | Ucraina       | Anna Pysmenska Olena Fedorova            | 290.70 |
| 6    | Svezia        | Daniella Nero Julia Lönnegren            | 258.42 |
| 7    | Paesi Bassi   | Inge Jansen Celine van Duijn             | 256.32 |
| 8    | Ungheria      | Flóra Gondos Zsófia Reisinger            | 249.96 |
| 9    | Finlandia     | Taina Karvonen Iira Lautonen             | 239.43 |
| 10   | Grecia        | Eleni Katsouli Ioulianna Banousi         | 239.43 |
| 11   | Polonia       | Magdalena Chłanda Patrycja Pryrzak       | 226.26 |

## Finale
| Pos. | Nazione       | Atlete                                   | Punti  |
| ---- | ------------- | ---------------------------------------- | ------ |
|      | Italia        | Francesca Dallapé Tania Cagnotto         | 325.50 |
|      | Ucraina       | Anna Pysmenska Olena Fedorova            | 302.10 |
|      | Germania      | Katja Dieckow Uschi Freitag              | 296.70 |
| 4    | Russia        | Anastasia Pozdniakova Svetlana Filippova | 295.80 |
| 5    | Gran Bretagna | Alicia Blagg Rebecca Gallantree          | 258.90 |
| 6    | Ungheria      | Flóra Gondos Zsófia Reisinger            | 251.07 |
| 7    | Svezia        | Daniella Nero Julia Lönnegren            | 244.86 |
| 8    | Paesi Bassi   | Inge Jansen Celine van Duijn             | 242.22 |

## Fonti
- (EN)  Omegatiming.com - Qualifiche[collegamento interrotto]
- (EN)  Omegatimng.com - Finale[collegamento interrotto]